# Lehi
Lehi je bila cionistička teroristička skupina koja je djelovala tijekom britanskog mandata u Palestini 1940-ih.
Lehi je osnovan pod nazivom Loḥame Ḥerut Yisrael (Izraelski borci za slobodu), kada su napustili Irgun, od strane židovskih gerilskih vojnika u Palestini koji su po političkim stavovima bili blizu revizionističkom dijelu cionističkog pokreta. Razlog za to je bio što je Irgun uspostavio primirje s britanskim vojnim snagama tijekom Drugog svjetskog rata, dok su članovi Lehia htjeli nastaviti oružanu borbu. Lehi je čak imao i neuspjeli pokušaj uspostave suradnje s nacistima. Britanci su nazivali ovu grupaciju i Stern liga, po njihovom zapovjedniku Avrahamu Sternu, kog su Britanci ubili 1942.
Članovi Lehia ležali su iza ubojstva najvišeg britanskog predstavnika na Bliskom istoku, baruna Waltera Guinnessa, u studenom 1944. u Kairu. Lehi je također učestvovao u Deir Yassin masakru.
U rujnu 1948., članovi Lehia ubijaju poslanika UNa, Folkea Bernadottea u Jeruzalemu. 
Atentat je odobrila zapovjednička trojka unutar Lehia, u kojoj je bio i budući premijer Jichak Šamir, koji je preuzeo operativnu odgovornost zapovjedništva skupinom, poslije Sternove smrti. Ubojstvo Folkea Bernadottea diglo je puno prašine i pridonijelo je da se Lehi proglasi nelegalnom skupinom u novoproglašenoj državi Izrael, i skupina se raspušta. Na prvim izraelskim izborima, članovi Lehia se udružuju u političku stranku Lista boraca, i između ostalih Nathan Yellin-Mor ulazi u Knesset.
Izraelska vlada je 1980. ustanovila vojni orden (vrpcu) pod vodstvom bivšeg člana Irguna, Menahema Begina. Ona se dodjeljuje članovima Lehia koji su doprinijeli osnivanju izraelske države.